# Запис Васића храст - млади (Бистрица)
Запис Васића храст - млади (Бистрица) се налази на парцели чији је власник Васић Мирослав.

## Локација
| Општина             | Петровац на Млави                                     |
| Катастарска општина | Бистрица                                              |
| Потес               | Виногради                                             |
| Координате          | 44° 19′ 40″ С; 21° 30′ 00″ И / 44.3277° С; 21.5001° И |
| Надморска висина    | 210m                                                  |

## Карактеристике
Дендрометријске вредности утврђене на терену и сателитским снимцима:
| Стабло                     | Храст |
| Висина стабла              | m     |
| Обим дебла                 | m     |
| Пречник крошње             | 7m    |
| Пречник дебла              | m     |
| Висина дебла до прве гране | m     |

## База записа
Запис је у оквиру Викимедија пројекта "Запис - Свето дрво" заведен под редним бројем 0561.